# Xinbang
Xinbang är en köping i Kina. Den ligger i Songjiang i storstadsområdet Shanghai, i den östra delen av landet, omkring 50 kilometer sydväst om den centrala stadskärnan. Antalet invånare är 33 627. Befolkningen består av 15 438 kvinnor och 18 189 män. Barn under 15 år utgör 6,0 %, vuxna 15-64 år 78 %, och äldre över 65 år 14,0 %.